# Contea di Luxi (Hunan)
La contea di Luxi (泸溪县S, Lúxī XiànP) è una contea della Cina, situata nella provincia di Hunan e amministrata dalla prefettura autonoma tujia e miao di Xiangxi.